# Estructura (teoría de categorías)
En matemática, en ausencia de estructura reconocible (que puede, sin embargo, estar oculta) los problemas tienden a caer en esa clasificación combinatoria de materias que requieren argumentos especiales. 
En teoría de categorías la estructura es implícitamente discutida - en oposición con la discusión explícita típica con muchas estructuras algebraicas. Comenzando con una clase dada de estructuras algebraicas, por ejemplo los grupos, uno puede construir la categoría en la cual los objetos son grupos y los morfismos son los homomorfismos de grupo: es decir, de estructuras de un tipo, y de funciones que respetan esa estructura. Comenzando con una categoría C dada abstractamente, el desafío es deducir qué estructura "hay" en los objetos que los morfismos 'preservan'. 
El término estructura fue utilizado mucho en conexión con el enfoque del grupo Bourbaki. Hay incluso una definición. La estructura debe incluir claramente tanto al espacio topológico así como las nociones estándar del álgebra abstracta. La estructura en este sentido es semejante con la idea de una categoría concreta que se pueda presentar de una manera definida - el caso topológico significa que las operaciones infinitarias serán necesarias. La presentación de una categoría (análogo a presentación de un grupo) se puede de hecho acercar de varias maneras, la estructura de categoría no es, estrictamente, una estructura algebraica. 
El término transporte de estructura es la manera 'francesa' de expresar covariancia o equivariancia como restricción: transfiera la estructura por una sobreyección y entonces (si hay una estructura ya existente) comparar. 
Puesto que cualquier grupo es una categoría de un solo objeto, un caso especial de la pregunta sobre qué es lo que los morfismos preservan es esta: ¿cómo considerar un grupo G como un grupo de simetría? La mejor respuesta que podemos dar es el teorema de Cayley. El análogo en teoría de categorías es el lema de Yoneda. Uno concluye que el conocimiento de la 'estructura' está acotado por lo que podemos decir sobre los funtores representables en C. Sus caracterizaciones, en casos interesantes, fueron buscadas en los años 60, para el uso en particular en los problemas de moduli de la geometría algebraica; demostrando de hecho que estas son materias muy sutiles.
- Datos: Q11681716